# Sven Frostenson
Sven Anders Frostenson, född 10 oktober 1942 i Stockholm, död 30 mars 2011 i Västerlövsta församling, Uppsala län, var en svensk filmare, lärare, företagsutvecklare och författare.
Sven Frostenson genomgick regissörsutbildning vid IDHEC i Paris och gjorde några dokumentärfilmer för TV. Han var folkhögskollärare på Sankt Eriks i Stockholm och sedan vid Marieborgs folkhögskola utanför Norrköping. Därefter drev han ett eget företag och höll kompetensutvecklingar inom industrin.
Sven Frostenson är begravd på Lovö kyrkogård. Han var son till psalmförfattaren Anders Frostenson och Ulla Lidman-Frostenson, bror till konstnären Karin Frostenson samt dotterson till Sven Lidman.
Carl Henrik Svenstedt beskriver honom som en brinnande aktivist i Sveriges Kommunistiska Parti och i Vänsterpartiet Kommunisterna, vid bildandet av FilmCentrum.